# Weidenbusch (Bergisch Gladbach)
Weidenbusch oder auch Huferweg ist ein Ortsteil im Stadtteil Katterbach in Bergisch Gladbach.

## Geschichte
Der Siedlungsname Weidenbusch  ist in Anlehnung an die  Gewannenbezeichnung Im Weidenbusch entstanden, den das Urkataster  im Bereich der heutigen Straße Weidenbuscher Weg verzeichnet. Der Flurname Weidenbusch ist bereits 1444 als an dem Weidenbusche belegt. Er war einer zum Fronhof in Paffrath gehörender Gemeinde- bzw. Gemeinheitsbusch in Form einer Allmende.
Der Bereich war nicht stark besiedelt. 1895 wurde dort ein Wohnplatz mit einem Haus und sieben Einwohnern als Teil der Gemeinde Paffrath in der Bürgermeisterei Bergisch Gladbach im Kreis Mülheim am Rhein registriert. Dies befand sich etwa da, wo der heutige Hufer Weg auf den Weidenbuscher Weg trifft. Diese Ortslage wurde später mit Huferweg bezeichnet, etwa auf Messtischblättern ab 1927. 1905 sind dort unter diesem Namen ein Wohnplatz mit einem Haus und sieben Einwohnern vermerkt. Ab den 1960er Jahren schließlich wurde der Weidenbuscher Weg flächendeckend bebaut.

## Etymologie
Der Ortsname deutet nicht auf den Bewuchs mit Weidenbüschen hin. Vielmehr zeigen die frühen Schreibweisen Widesbüsch und Widdersbusch die Besitzverhältnisse an. Die Herleitung vom mittelhochdeutschen widen oder widem (= der Pfarrkirche gestiftete Grundstücke oder Gebäude, besonders der Pfarrhof) lässt keine andere Deutung zu. Damit ist die Paffrather Gemeinde gemeint.